# Херст (Тексас)
Херст (енгл. Hurst) град је у америчкој савезној држави Тексас. По попису становништва из 2010. у њему је живело 37.337 становника.

## Демографија
Према попису становништва из 2010. у граду је живело 37.337 становника, што је 1.064 (2,9%) становника више него 2000. године.
| Група             | 2000.          | 2010.          |
| Белци             | 29.320 (80,8%) | 25.883 (69,3%) |
| Афроамериканци    | 1.499 (4,1%)   | 2.105 (5,6%)   |
| Азијати           | 663 (1,8%)     | 865 (2,3%)     |
| Хиспаноамериканци | 3.999 (11,0%)  | 7.510 (20,1%)  |
| Укупно            | 36.273         | 37.337         |